# Hochvernaglwand
Hochvernaglwand (italienska: Croda Vernaga) är en bergstopp i Österrike, på gränsen till Italien. Den ligger i den västra delen av landet. Toppen på Hochvernaglwand är 3 435 meter över havet.
Den högsta punkten i närheten är Hintere Hintereisspitze, 3 485 meter över havet, nordost om Hochvernaglwand.
Trakten runt Hochvernaglwand består i huvudsak av kala bergstoppar och isformationer.